# Villa Elisabeth (Oberlößnitz)
Die Villa Elisabeth liegt im Stadtteil Oberlößnitz der sächsischen Stadt Radebeul, in der Weinbergstraße 18 am Fuß der Weinberge unterhalb des Spitzhauses und inmitten des Denkmalschutzgebiets Historische Weinberglandschaft Radebeul. Links und rechts liegen mit dem Winzerhaus Barth und dem Retzschgut zwei dem Weinbau zuzuordnende Anwesen.

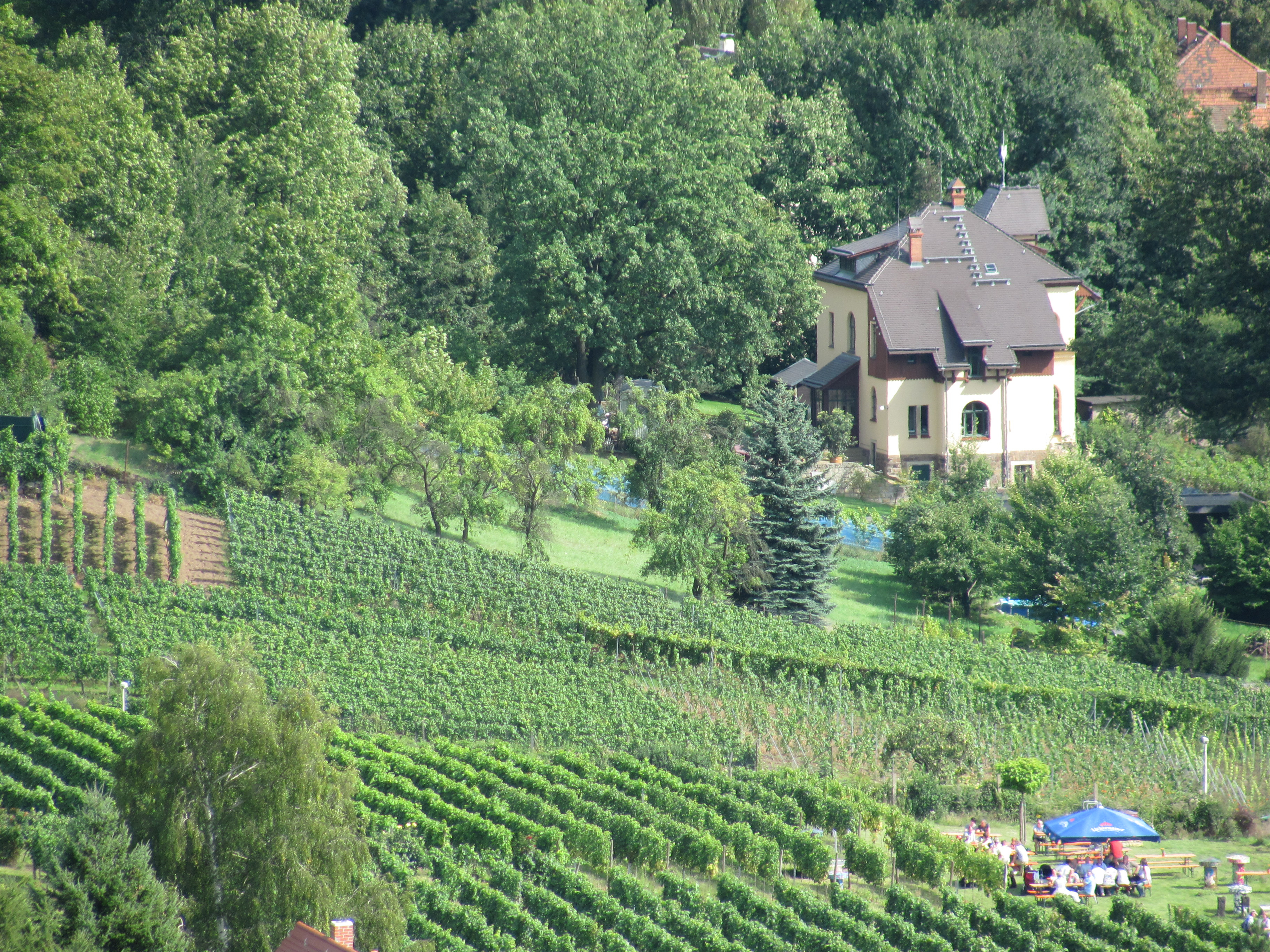
Villa Elisabeth, vom oberhalb gelegenen Eggersweg aus. Rechts unten Winzergäste zum Tag des offenen Weinbergs 2014 im Winzerhaus Barth

Die Hausnummer 18 wird östlich (rechts) und bergauf ergänzt durch Grundstücke mit den Hausnummern 18a, 18b und 18c, d. h., dass das ehemals viel größere Anwesen in neuerer Zeit stark aufgeteilt und bebaut wurde.

## Beschreibung

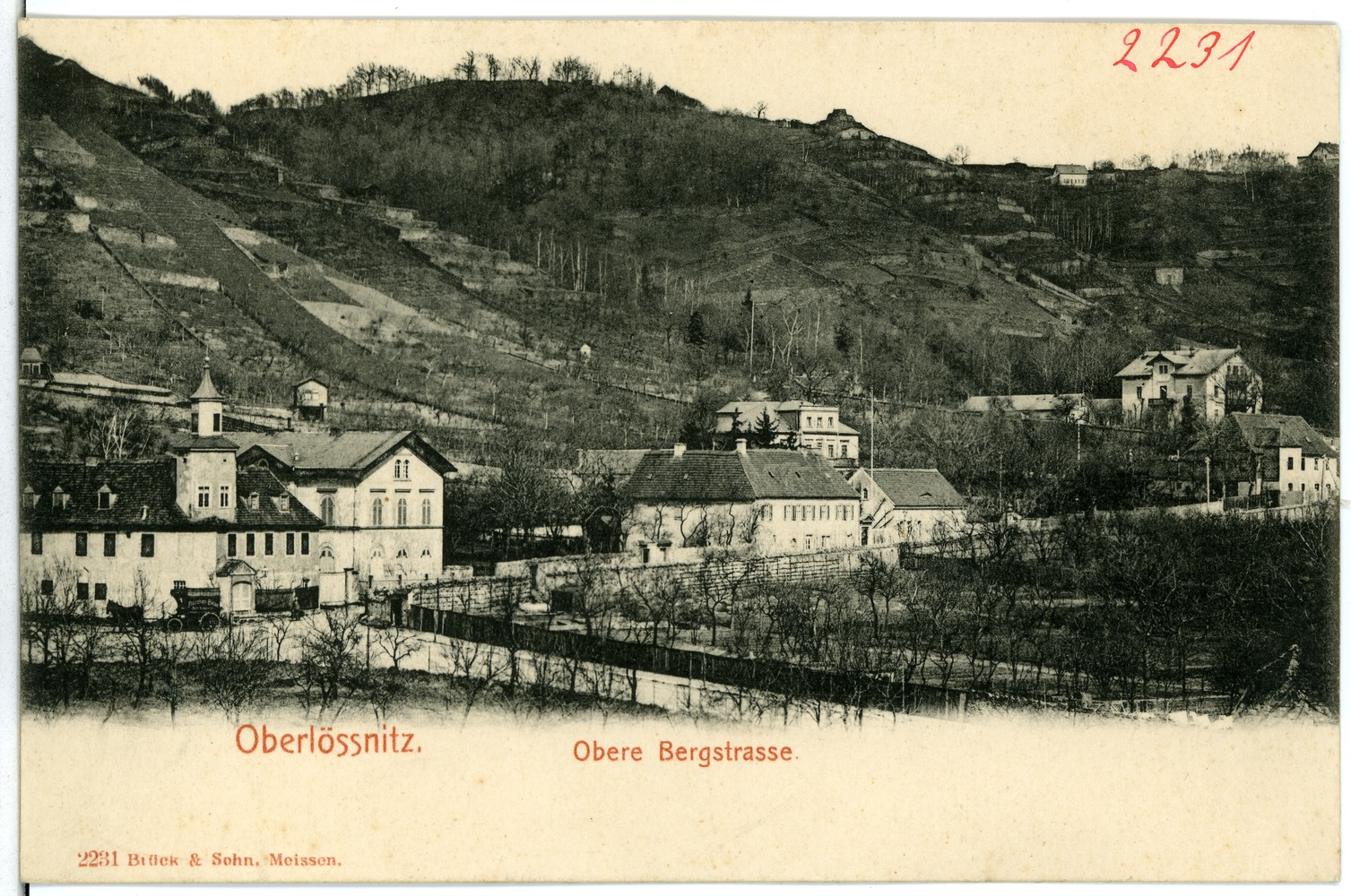
Villa Elisabeth (Bildmitte oberhalb von Winzerhaus Barth), 1901

Die mit Garten, Einfriedung und Toreinfahrt denkmalgeschützte landhausartige Villa (Weinbergstraße 18) ist ein zweigeschossiges Wohnhaus mit einer fünfachsigen Hauptansicht nach Süden, wo sich der Garten und dann die Straße befinden.
In dem symmetrischen Fassadenaufriss der Hauptansicht steht ein dreiachsiger und dreigeschossiger Mittelrisalit, der oben durch eine Attika abgeschlossen wird, die sich vor dem flachen, schiefergedeckten Walmdach befindet. Vor dem Risalit steht eine erdgeschosshohe, verglaste Veranda mit Austritt obenauf; von der Veranda führt eine doppelläufige Freitreppe in den Garten. Der Garten zur Villa ist als denkmalpflegerische Nebenanlage ebenfalls denkmalgeschützt.
Die Fenster des verputzten, ungegliederten Baus werden durch Sandsteingewände eingefasst, diese meist mit geraden Verdachungen unterschiedlicher Ausprägung.
Die Einfriedung erfolgt durch eine verputzte Mauer mit einer Sandsteinabdeckung, darin einfache Torpfeiler mit einer konkav eingezogenen Toranlage.